# Ponte Regina Margherita
Ponte Regina Margherita är en bro över floden Tibern i Rom. Bron byggdes 1886–1891 och invigdes i december sistnämnda år. Bron uppfördes av Angelo Vescovali vid kommunens hydrauliktekniska kontor (ufficio idraulico municipale), vilken även är mannen bakom till exempel Ponte Garibaldi. Ponte Regina Margherita var den första bron som kopplade samman gamla Rom med det nya distriktet Prati. Den är genom sitt namn tillägnad Italiens första drottning, Margherita av Savojen.